# Luisa María Ferrer y Ortiz
Luisa María Ferrer y Ortiz (Madrid, ca. 1642–15 de juliol de 1697), de nom religiós Luisa María de Santa Teresa, va ser una noble i religiosa mercedària espanyola.
Nascuda cap a 1642 a Madrid, filla de Vicente Ferrer, cavaller de Sant Jaume i mestre de cambra del rei natural de Requena, i d'Agustina Ortiz de Angulo, natural d'Espinosa de los Monteros. Es va casar molt jove amb Agustín Spínola, el 26 de desembre de 1659 a San Pedro el Real, pel que la seva vida va centrar-se a tenir cura de la seva llar i a l'educació dels seus fills. Va ser també una dona molt pietosa que es va dedicar a les obres de caritat.
Als 20 anys va decidir fer vot d'entrar en un convent en cas de quedar-se vídua. Del seu matrimoni va tenir sis fills, dels quals Ambrosio va ser l'hereu de la família, Francisco va fer carrera militar i Carlos religiosa, mentre que les filles van ingressar totes a diferents convents. Finalment va enviudar als 53 anys, moment en què va decidir deixar resolts els seus assumptes personal i després va prendre l'hàbit del convent de San Fernando de religioses mercedàries el 31 de març de 1696, i després d'un any de noviciat va professar el 1697, acompanyada dels seus fills Francisco i Carlos. Tanmateix, als dos mesos va emmalaltir i poc després va morir, el 15 de juliol de 1697.
Malgrat el poc temps com a religiosa, l'orde i el seu confessor, el cardenal Pedro de Salazar, li va reconèixer grans virtuts, a més de ser una gran coneixedora de la llengua llatina.